# Marcelo do Egito Coelho
Marcelo do Egito Coelho (Teresina, 11 de abril de 1957) é um advogado e político brasileiro filiado ao Progressistas (PP) e eleito deputado estadual pelo Piauí por quatro vezes, exercendo dois outros mandatos como suplente.

## Dados biográficos
Filho de Elói do Egito Coelho e Ana de Almendra Freitas do Egito, é advogado formado pela Universidade Gama Filho no Rio de Janeiro. Funcionário da Universidade Federal do Piauí lotado na assessoria jurídica, foi eleito deputado estadual pelo PDS em 1982, foi o único dos dezessete membros de sua bancada a permanecer no partido após a criação do PFL sendo reeleito em 1986.
Secretário de Meio Ambiente no segundo governo Alberto Silva ficou na primeira suplência em 1990 exercendo o mandato em face da nomeação de parlamentares para a equipe do governador Freitas Neto e depois na qualidade de membro efetivo do parlamento com a escolha de deputados para o Tribunal de Contas do estado em 1992. Candidato a vice-governador pelo PPR na chapa de Átila Lira em 1994, foi derrotado em segundo turno pela chapa Mão Santa-Osmar Araújo. Filiado ao PPB e a seguir ao PP foi eleito deputado estadual em 1998 e 2002.
Eleito primeiro suplente em 2006, foi convocado após a nomeação de Kleber Eulálio para a Secretaria de Governo pelo governador Wellington Dias em 2007. Chegou a ser efetivado após a eleição de Moraes Souza Filho para vice-governador do Piauí em 2010 na chapa de Wilson Martins, entretanto a interpretação dada pelo Tribunal Superior Eleitoral de que a vaga do titular pertenceria a um suplente do mesmo partido e não da coligação acabou por efetivar José Ribamar Pereira, do PMDB.
Também em 2010 sua esposa, Margarete Coelho, foi eleita deputada estadual pelo PP e em 2014 foi eleita vice-governadora do Piauí.